# Nengo Nengo
Nengo Nengo is een atol in de eilandengroep van de Tuamotuarchipel (Frans-Polynesië). Het atol behoort tot de gemeente Hao. In 2017 was het eiland niet permanent bewoond. 

## Geografie
Nengo Nengo ligt 100 km ten zuidoosten van Hao en 775 km ten oosten van Tahiti. Het is een ovaalvormig atol met een lengte van 13 km en een breedte van 8 km. Het landoppervlak bedraagt 9 km². Het wateroppervlak van de lagune is 67 km².
Het atol is ontstaan rond de top van een vulkaan die 45,8 en 47,6 miljoen jaar 4355 meter van de zeebodem oprees.

## Geschiedenis
De eerste Europeaan die melding maakte van het eiland is de ontdekkingsreiziger Samuel Wallis op 13 juni 1767. In de negentiende eeuw werd het eiland territoriaal bezit van Frankrijk. Het eiland is privé-eigendom en wordt gebruikt voor de kweek van pareloesters (Pinctada margaritifera) door een ondernemer uit Tahiti.  Er is op het eiland voor 80 mensen verblijfsaccommodatie, in 2017 was het eiland echter niet permanent bewoond. Sinds 1993 is er een start- en landingsbaan van 1400 meter. Dit alles geconcentreerd in het noordoostelijk deel van het atol. Tussen 2001 en 2004 werden jaarlijks 2500 toeristen aan- en afgevoerd.  In 2005 werd dit toerisme gestaakt. In 2019 stond het eiland op internet te koop voor 55 miljoen dollar. De eigenaar mikt op gebruik voor zeer exclusief en duur toerisme.

## Ecologie
Op het eiland komen 37 vogelsoorten voor waaronder zes soorten van de Rode Lijst van de IUCN waaronder de phoenixstormvogel (Pterodroma alba) en de endemische tuamotujufferduif (Ptilinopus coralensis) en zuidzeewulp (Numenius tahitiensis).